# Thienemannimyia norena
Thienemannimyia norena är en tvåvingeart som först beskrevs av Roback 1957.  Thienemannimyia norena ingår i släktet Thienemannimyia och familjen fjädermyggor. Inga underarter finns listade i Catalogue of Life.